# Витомир Кораћ
Витомир Кораћ (Шид, 26. јануар/14. април 1877 — Иришки Венац, 5/8. септембар 1941), публициста и политичар.

## Биографија
Рођен је 1877. године у Шиду. Гимназију је похађао у Шапцу. После тога је био трговачки помоћник и адвокатски писар у родном граду те писар котарске области у Старој Пазови.

### Политичка каријера у Аустроугарској
Године 1896, преселио се у Загреб и постао члан Главног одбора и секретар Социјалдемократске странке Хрватске и Славоније (СДСХиС), те извршни уредник њеног гласила Слобода. Због социјалистичке агитације био је хапшен и кажњаван у Шиду од 1895. до 1897. године. После тога је служио робију Сремској Митровици до 1899, након чега је упућен на војну службу у Травник.
Након повратка из Травника 1900. године, преузео је челно место у странци. Ради супротстављања политици Куена Хедерварија, покренуо је лист Нова Слобода (због прогласа с њим вези је 1901. поновно затворен), повезао се с мађарским социјалистима и у Будимпешти 1902. организовао штампање брошуре Како се држи прости лопов на банској столици те листа Црвена слобода (уредник до 1905). Године 1903, укључио се у скупштински покрет хрватске опорбе. У марту на великом збору у Загребу изнео је резолуције о грађанским правима, а у мају је због чланка о правосуђу ухапшен и осуђен на 10 месеци затвора.
Под његовим је вођством СДСХиС учествовала у састављању заједничког програма те у децембру 1905. приступила Хрватско-српској коалицији. Странка је коалицију већ у априлу 1906. напустила због споразума њених челника с баном Теодором Пејачевићем. Године 1907, као заменик Вилима Букшега, постао је члан угарско-хрватске секције Међународног социјалистичког бироа у Бриселу (изврши орган Друге интернационале), а наредне године је у шидском изборном котару, као први и последњи социјалдемократски посланик, изабран у Хрватски сабор, у којем је деловао до 1910. године. Међутим, 1908. године због разилажења с остатком страначког вођства преселио се у Шид, где је основао Земљораднички савез и штампарију, те до 1912. издавао и уређивао лист Право народа.
Године 1910, на збору СДСХиС у Загребу промицао је стратегију постепених друштвених реформи (опште право гласа, осмочасовни радни дан, слобода штампе и »слобода савести«, укључујући атеизам). На Балканској социјалистичкој конференцији у Београду заговарао је југословенство на културном плану, које је видео као решење хрватско-српскога спора. Оштро је критиковао франковце, концепт хрватског државног права, клерикализам, повремено и српска пресизања. Ради утицаја на сељаштво подстицао је оснивање сеоских конзумних задруга. На почетку Првог свјетског рата, припадао је струји, тада забрањене СДСХиС, која се заузимала за политику пасивности, но постепено је, под утиском распада Друге интернационале и Лењинових поставки о народном самоодређењу, подупро рушење Аустроугарске монархије.

### Каријера у Краљевини СХС/Југославији
Пред крај рата, СДСХиС се поделила на радикалну »левицу« и реформистичку »десницу«. Кораћ ју је 1918, заједно с Букшегом, представљао у Народном већу Словенаца, Хрвата и Срба. Промицао је унитаристички устрој Краљевине СХС, те што брже проглашење, па је изабран у Одбор за уједињење са Србијом и Црном Гором. Након 1. децембра, остао је у Београду као члан одбора што је управљао државним пословима до оснивања владе.
Био је министар за социјалну политику у првој, Протићевој, влади Краљевства СХС 1918—1919, те у првој и другој влади Љубе Давидовића 1919—1920, уједно и члан Привременог народног представништва 1919–1920. године. Године 1919, именован је у Комисију за решење аграрног питања, а учествовао је и у изради изборног закона те утврђивању неповољног одмера при замени круне динаром. Средином 1920-их, изјаснио се за измену Видовданског устава како би се ојачала независност судства и месна самоуправа, али мимо »историјских покрајина«.
У Новом Саду 1919. године, био је један од оснивача Социјалдемократске странке Југославије, која се 1921. с Југословенском социјалдемократском странком и Социјалистичком радничком партијом Југославије ујединила у Социјалистичку заједницу Југославије, убрзо преименовану у Социјалистичку партију Југославије. Кораћ је био политички секретар и од 1926. до 1928. председник партије. Партија се такође заузимала за социјалне реформе, али није окупила знатније чланство. Сам Кораћ је у Срему, Бачкој и Банату неуспешно наступао на парламентарним изборима, сукобљујући се с тзв. центрумашким крилом, које је преовладало пред Шестојануарску диктатуру. За време њеног трајања сарађивао је с представницима режима, а поткрај 1939. укључио се у обнову социјалдемократске странке.
Деловао је и на синдикалном плану, посебно у Општем радничком савезу. Будући да није био склон револуционарним поступцима, представници КПЈ држали су га за опортунистичког сарадника класног непријатеља, »полицајсоцијалиста«, па и »социјалфашиста«.
Његови неретко полемични, али и теоријски засновани текстови те говори о радничким и синдикалним темама, социјалном законодавству, аграрној реформи и другим политичким збивањима објављивани су у разним часописима, гласилима и новинама у Београду, Новом Саду, Љубљани, Загребу и осталим местима.

## Дела
- „Кршћански социјализам или социјална демокрација?“ Загреб 1907.
- „Социјална демокрација према влади и странкама“. Загреб 1910.
- „Социјални демократи или центрумаши“. Право народа 1921.
- „Слободна привреда“. Београд 1925.
- „Повјест радничког покрета у Хрватској и Славонији од првих почетака до укидања ових покрајина 1922. године“, 1–3. Загреб 1929–1933.